# Баранцев, Анатолий Иванович
Анатолий Иванович Баранцев (3 января 1926, Москва, СССР — 3 октября 1992, там же, Россия) — советский актёр театра и кино, заслуженный артист РСФСР (1965).

## Биография
Родился 3 января 1926 года в Москве.
В 1944—1945 годах — токарь-револьверщик союзной конторы «Нефтекип».
В 1948 году окончил студию при Театре имени Моссовета.
С 1944 года — актёр Театра имени Моссовета.
В 1961—1964 годах — преподавал в студии при этом театре, в 1973—1977 годах — в ГИТИСе.
Заслуженный артист РСФСР (1965).
Умер в Москве 5 октября 1992 года, на 67-м году жизни, от рака. Похоронен в Москве на Даниловском кладбище, участок № 14а.

## Творчество

### Фильмография
- 1958 — Сампо (СССР, Финляндия) — прислужник Лоухи
- 1967 — Гендель и гангстеры — Чарли — гангстер
- 1968 — Волшебник Изумрудного города (фильм-спектакль) — клоун
- 1969 — Конец «Чёрных рыцарей» (фильм-спектакль) — Леру
- 1969 — Вчера, сегодня и всегда — подсудимый
- 1971 — Коммунары — Еська
- 1972 — Перевод с английского — доцент Филипп Антонович
- 1972 — Шторм (фильм-спектакль) — гость Шуйского
- 1972 — Бунташный июль (фильм-спектакль) — Дёмка Филлипов
- 1974 — По страницам Сатирикона — 2 (фильм-спектакль) — суфлёр
- 1976 — Белый Бим Чёрное ухо — Николай Егорович (ветеринар)
- 1976 — Опровержение — Глухов — редактор
- 1976 — Сильва (фильм-спектакль) — артист кабаре
- 1976 — Сибирь (1 серия — Побег) — эпизод
- 1977 — Джентльмены, которым не повезло — бездомный
- 1977 — Семейная история (фильм-спектакль) — Фёдор Иванович
- 1978 — Мелодии одной оперетты — Селестен
- 1978 — День приезда — день отъезда (фильм-спектакль) — Кашкин
- 1980 — В начале славных дел — Никита Зотов
- 1980 — Альманах сатиры и юмора
- 1980 — Дон Карлос (фильм-спектакль) — Доминго
- 1980 — Юность Петра — Никита Зотов
- 1981 — Безобразная Эльза (фильм-спектакль) — профессор Тави Карвелло (жених Виви Кассель)
- 1981 — Смерть Пазухина (фильм-спектакль) — Прокофий Иваныч Пазухин (главная роль)
- 1981 — Россия молодая (1, 2 и 4 серия) — Агафоник
- 1982 — Мать Мария — эпизод
- 1982 — Этот фантастический мир (выпуск 6) — Кейз
- 1982 — Фитиль (короткометражный, № 245 — Опасная профессия)
- 1983 — Воробей на льду — Иван Дмитриевич — директор спортшколы
- 1984 — Право на выбор — эпизод
- 1985 — Печка на колесе (фильм-спектакль) — дед Стёпушка
- 1986 — Фитиль (короткометражный, № 292 — Новые времена)
- 1986 — Суд над судьями (фильм-спектакль) — Фридрих Хоффштеттер
- 1986 — Дождь будет (фильм-спектакль) — Парамон (колхозный конюх на пенсии)
- 1987 — Сильнее всех иных велений — Бахметев
- 1988 — Кругосветное путешествие Бертольда Брехта — адвокат
- 1988 — Зимняя сказка (фильм-спектакль) — судья
- 1988 — Глазами клоуна (фильм-спектакль) — Кинкель
- 1993 — Раскол — полицмейстер Туруханска

### Озвучивание мультфильмов
- 1974 — Алёнушка и солдат — синяя голова Змея Горыныча
- 1974 — Волшебник Изумрудного города (6 и 8 серия) — филин
- 1977 — Самый маленький гном (выпуски 1-4) — дедушка-гном
- 1977 — Два клёна — пёс Шарик
- 1978 — Дождь — старик
- 1978 — Чудеса среди бела дня — актёр Степан Петрович
- 1979 — Волшебное кольцо — царь-император
- 1979 — С кого брать пример — Козёл-машинист
- 1983 — Волчище — серый хвостище — старик-рыбак
- 1984 — Охотник до сказок — дед
- 1985 — Петушишка
- 1985 — Боцман и попугай (выпуск 3) — дрессировщик
- 1985 — Дереза — дед
- 1986 — Архангельские новеллы — муж Перепилихи
- 1986 — Снегурята — щенок Дружок
- 1986 — Дверь
- 1986 — Добро пожаловать! — жук
- 1986—1988 — Приключения поросёнка Фунтика — начальник полиции Фокстрот (3)
- 1987 — Лесные сказки (фильм второй) — рассказчик
- 1987 — Обыкновенное чудо («Фитиль» № 297) — пьяница
- 1987 — Печальный детектив («Фитиль» № 304) — подчинённый
- 1988 — Смех и горе у Бела моря — царь / муж Перепилихи
- 1989 — Яблоня
- 1990 — Крылатый, мохнатый да масленый — воробей
- 1990 — Почему куры денег не клюют? — петух
- 1991 — Маленькая колдунья — ведьма, потребовавшая «что-нибудь прохладненького»
- 1991 — Mister Пронька — царь
- 1991 — Мисс Новый год — Волк-фотограф
- 1992 — Обезьяна и черепаха — краб

## Признание и награды
- Заслуженный артист РСФСР (1965)